# Gyula Bóbis
Gyula Bóbis (Kecskemét, Hungría, 7 de octubre de 1909-Budapest, 24 de enero de 1972) fue un deportista húngaro especialista en lucha libre olímpica donde llegó a ser campeón olímpico en Londres 1948.

## Carrera deportiva
En los Juegos Olímpicos de 1948 celebrados en Londres ganó la medalla de oro en lucha libre olímpica estilo peso pesado, superando al sueco Bertil Antonsson (plata) y al australiano Joseph Armstrong (bronce).